# Wohnhaus Brautstraße 12
Das Wohnhaus Brautstraße 12, das Matthiesche Haus in Bruchhausen-Vilsen, stammt aus dem 18. Jahrhundert. 
Das Gebäude steht unter Denkmalschutz (siehe auch Liste der Baudenkmale in Bruchhausen-Vilsen).

## Geschichte
Das eingeschossige Gebäude in Fachwerk mit weißgestrichenen Steinausfachungen, einem Krüppelwalmdach und einer Inschrift über dem Eingang wurde 1725 (andere Quelle 1782) gebaut. Die horizontalen Balken im denkmalgeschützten Giebel sind farbig und reich verziert. Es ist das älteste erhaltene Haus, das den Großbrand von 1791 überstand. Hier wohnt früher der Bürgervorsteher Matthies.
Vor dem Gebäude war einst ein Handelsplatz für Flachs und die Nebenlegge der Bruchhausener Legge als zentrale Leinenprüf- und -sammelstelle.